# Mars 2008 en France
Chronologie de la France
2006 en France - 2007 en France - 2008 en France - 2009 en France - 2010 en France
Janvier - Février - Mars - Avril - Mai - Juin - Juillet - Août - Septembre - Octobre - Novembre - Décembre -

## Chronologie

### Samedi1ermars

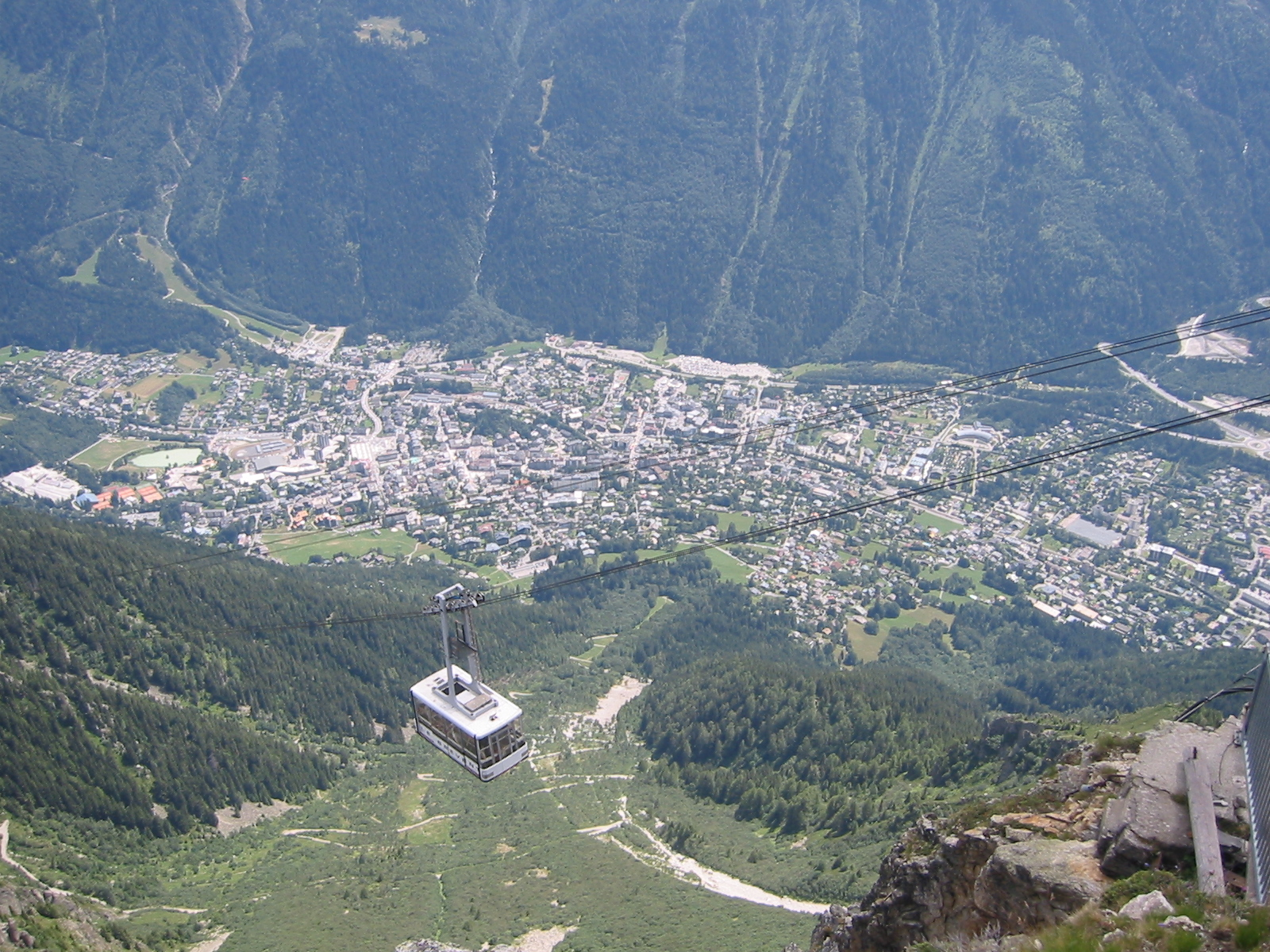
Téléphérique

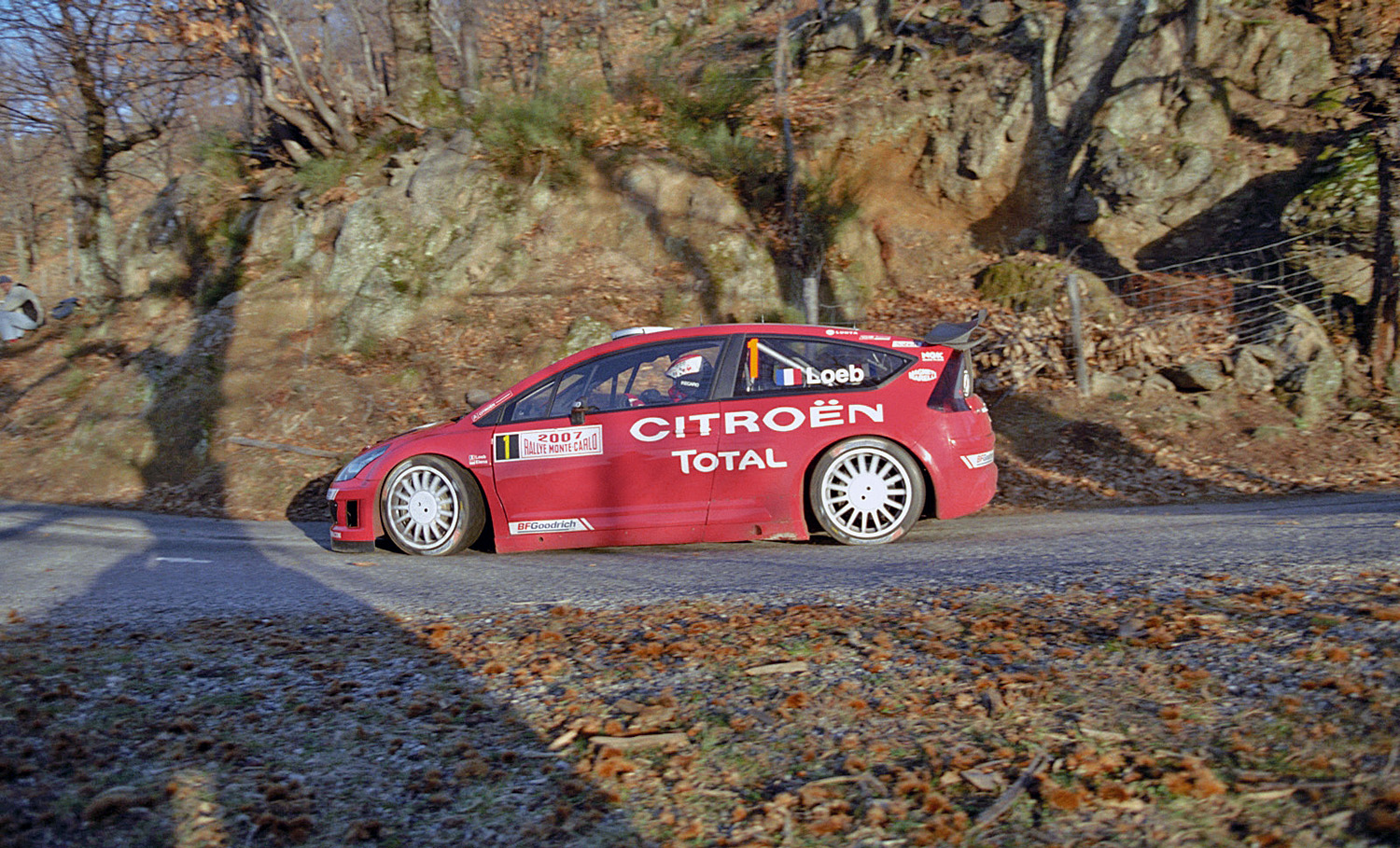
Sébastien Loeb
rallye de Monte-Carlo 2007

- La vitre d'une cabine d'un télécabine du domaine skiable du Brévent à Chamonix cède entraînant dans sa chute un passager de 32 ans. Selon les premiers éléments de l'enquête il était en train de chahuter et de se bousculer dans la cabine avec ses trois amis après un repas bien arrosé en altitude.
- Dans l'affaire de l'UIMM, la présidente du MEDEF, Laurence Parisot, dont la mollesse avait été mise en cause auparavant, réagit « fortement » aux révélations du 28 février sur les contrats de Denis Gautier-Sauvagnac. Elle demande aux membres de l'IUMM de remettre tous les mandats qu'ils détiennent dans les institutions au nom du MEDEF.
- Réouverture après d'importants travaux de restauration des Musées d'Angoulême (5 ans) et de Nice (10 ans).
- Décès de Michel Bavastro, né en 1906, journaliste, cofondateur du Journal Nice-Matin.

### Dimanche 2 mars
- Sébastien Loeb et son coéquipier Daniel Elena ont remporté pour la troisième fois d'affilée le Rallye du Mexique sur Citroën C4.
- Le Salon de l'agriculture 2008 ferme ses portes. Il a été visité par plus de six cent mille personnes, le bilan des affaires est très mitigé.
- Graves échauffourées avec la police dans la cité de la Grande Borne à Grigny.

### Lundi 3 mars
- Les pôles d'instructions des affaires criminelles entrent en vigueur.
- Un agent des affaires maritimes est inculpé pour avoir autorisé la prise de photos à caractère pornographique à bord d'une des vedettes de l'organisme public.
- Dix à quinze mille manifestants à Perpignan contre le projet de ligne THT (400 000 volt) transpyrénéenne.
- Les membres de l'équipage du Junior arraisonné avec trois tonnes de cocaïne à bord sont inculpés et écroués.
- Le lycéen qui le 16 décembre 2005 au lycée d'Étampes avait poignardé son enseignante est condamné à treize ans de réclusion criminelle.
- Début du procès judiciaire contre l'ancien joueur de tennis et chanteur Yannick Noah dans le cadre du licenciement de son ancien manager de 1998 à fin 2001.
- Lancement du livre audio, marque « Audiolib », par les éditeurs Hachette (groupe Lagardère), Albin Michel et France Loisirs (groupe Bertelsmann). Aux États-Unis, le livre audio représente 10 % du marché de l'édition.

- La ville de Lyon, célèbre le bicentenaire de la marionnette Guignol. Elle a été créée approximativement en 1808 par Laurent Mourguet un ancien canut analphabète et anarchiste, devenu arracheur de dents.
- Décès de l'historien Lucien Steinberg né en 1926.

### Mardi 4 mars
- Démantèlement d'une importante filière de vente de cannabis dans la région de Saint-Étienne. 71 personnes ont été arrêtées, 740 kg de résine ont été saisis ainsi que de l'héroïne, 72 000 euros en espèces, quelques voitures et de nombreuses armes de guerre.

### Jeudi 6 mars
- La Cour d'Appel de Paris autorise le dépaysement aux États-Unis du procès civil mené par les familles de victimes du crash de Charm-el-Cheikh (148 morts dont 134 français).

### Vendredi 7 mars
- Le gouvernement français salue l'engagement pris par le président tchadien Idriss Déby de gracier les six Français de l'Arche de Zoé, mais exclu de payer la compensation de 6,3 millions d'euros due par les condamnés aux familles des 103 enfants qu'ils avaient tenté d'emmener.
- Une femme, Marion Guillou, préside désormais et pour la première fois, le conseil d'administration de l'École polytechnique. Polytechnicienne, ingénieur du génie rural, des eaux et forêts, directrice de l'Escatha, directrice générale de l'INRA, c'est une spécialiste des questions de sécurité alimentaire et du développement durable.
- Dans le cadre du procès de l'hormone de croissance, un témoin majeur témoigne. Il s'agit de l'inventeur du prion, Stanley Prusiner, prix Nobel de médecine. Reconnaissant « la grande clairvoyance » du professeur Montagnier, il réaffirme cependant qu'il n'était pas possible à l'époque de mettre en corrélation les bribes de connaissance pour empêcher la tragédie et qu'il n'y avait d'ailleurs aucune publication dans ce sens.
- Décès de Jean Laurain, né en 1921, homme politique et député.

### Samedi 8 mars
- Un cargo chinois transportant 4 300 tonnes de bois tropicaux en provenance de la République démocratique du Congo a été intercepté au large de Ouistreham (Calvados) par des militants de l'organisation Greenpeace et badigeonné de slogans pour dénoncer le pillage des forêts tropicales. Selon Greenpeace, la France, qui s'est engagée à lutter contre le commerce illégal du bois et à développer des mécanismes de financement innovant pour éviter la déforestation, reste le premier importateur de bois en provenance de la RDC dont une part très importante provient de zones d'exploitation sauvage. Elle demande à la France de faire de l'adoption d'une loi « rendant impossible l'importation de bois issu du pillage des forêts tropicales une des priorités de sa [prochaine] présidence de l'Union européenne ».
- Dans la soirée, une troupe d'une trentaine de « jeunes » armés de couteaux, de matraques et de bombes lacrymogènes ont attaqué le centre commercial Vélizy-2 à Vélizy-Villacoublay et se sont affrontés aux policiers présents ; trois ont été arrêtés.
- Devant l'hôpital de la Timone à Marseille, une centaine de militants pro-avortement ont attaqué une vingtaine de militants anti-avortements qui avaient organisé une « prière publique de réparation ».

### Dimanche 9 mars
- Premier tour des Élections municipales[1]
- Lancement officiel de la Fondation Jacques Chirac pour le développement durable et le dialogue des cultures dont les centres d'intérêts sont l'accès aux médicaments et à l'eau, la lutte contre la déforestation et la mémoire des langues.
- Dans une interview au Journal du dimanche, le président de Renault, Carlos Ghosn affirme vouloir commercialiser en France une voiture fonctionnant à l'électricité, « 100 % propre », au plus tard en 2012 et confirme ses ambitions de développer « une offre massive » de véhicules électriques sur le marché mondial. Pour la seule Europe occidentale, il évalue le potentiel du marché entre 1,5 et 2 millions par an.

### Lundi 10 mars

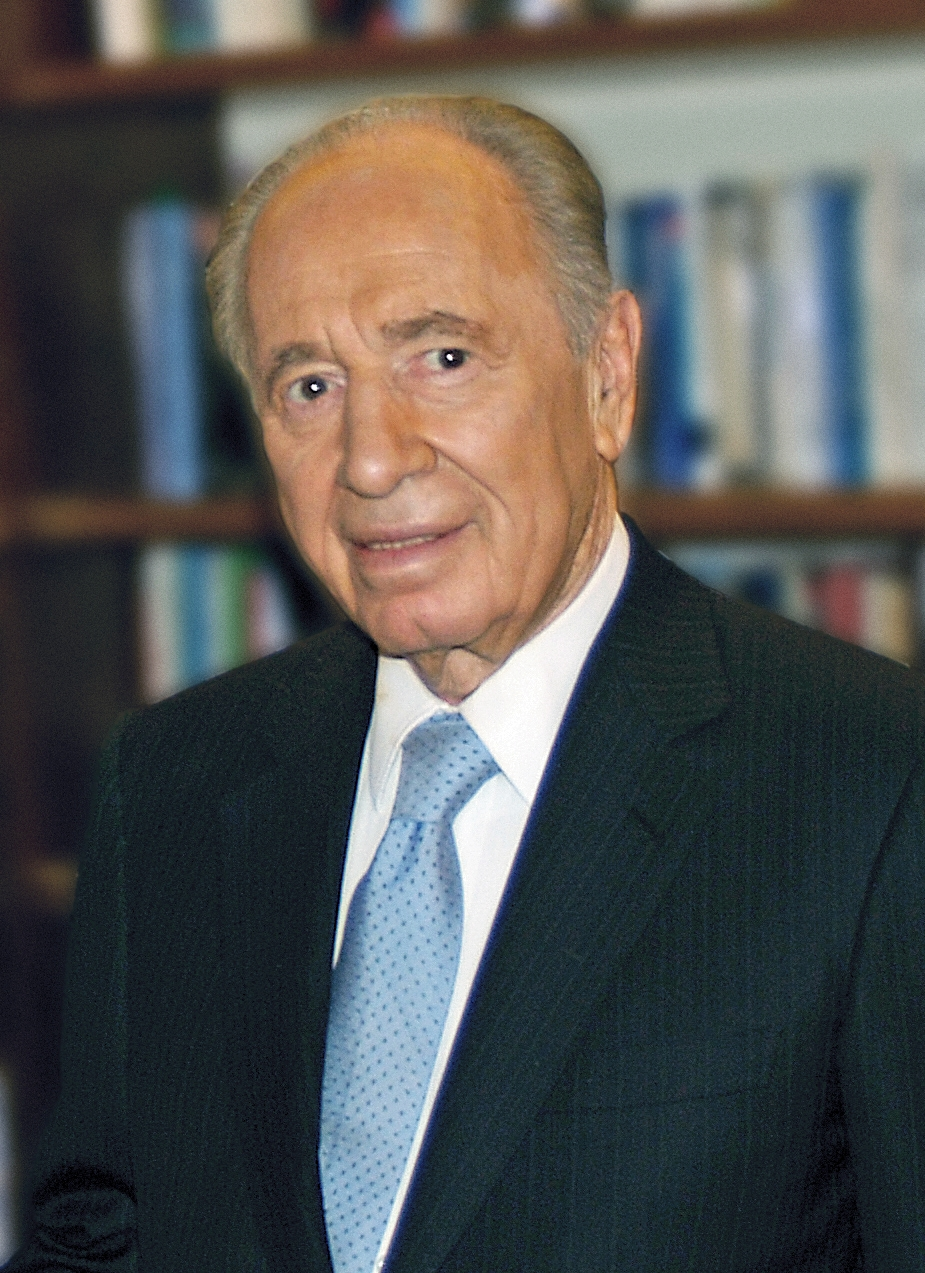
Shimon Peres

- Le Président israélien Shimon Pérès effectue une visite officielle de cinq jours à Paris. Parmi les activités principales : entretiens avec le Président Nicolas Sarkozy puis avec le Premier ministre François Fillon, dîner d'État, réception par le Crijf et inauguration du Salon du livre (jeudi).
- Selon le baromètre TNS Sofres, 60 % des PME ont utilisé en janvier le dispositif des heures supplémentaires, cependant une majorité de dirigeants considèrent ce dispositif difficile à mettre en œuvre.
- Lancement du site Facebook pour les francophones, notamment les 1,5 million déjà inscrits sur le site anglophone.

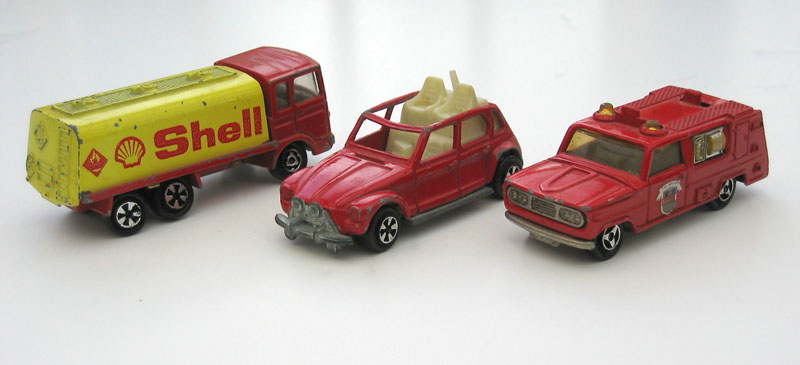
Petites voitures Majorette

- Majorette, le célèbre fabricant de petites voitures est repris par le fonds d'investissement « Monceau Immobilier 29 » au groupe Smoby qui l'avait racheté en 2003, mais lui-même en redressement judiciaire est repris par l'industriel du jouet allemand Simba.
- Le distributeur Leclerc annonce qu'il va retirer treize références de confiserie de ses présentoirs de caisse et de les remplacer par des friandises sans sucre ou des produits diététiques.

### Mardi 11 mars
- Le ministère de la Santé annonce la prochaine publication d'une liste de 226 « spécialités pharmaceutiques » (médicaments) délivrées sans ordonnance et qui seront en vente libre dans les officines et accessibles aux clients, mais « présentés dans un espace réservé et clairement identifié [...] à proximité immédiate des postes de dispensation des médicaments ». Parmi les produits visés certains médicaments traitant l'acné, la diarrhée passagère, le mal de gorge, la toux sèche, les aphtes, les maux de tête, les crampes, les troubles mineurs du sommeil et le sevrage tabagique.
- Le tueur en série Michel Fourniret est mis en examen pour deux autres assassinats de jeunes femmes, la jeune handicapée, « Marie-Angèle Domèce » disparue le 8 juillet 1988, jamais retrouvée, et la britannique « Joanna Parrish », assistante d'anglais dans un lycée d'Auxerre, retrouvée violée et étranglée le 17 mai 1990. Il a été accusé en février 2005 de ces deux meurtres par son épouse Monique Olivier.
- Selon la revue des buralistes Losange, les ventes de cigarettes ont baissé de 6,3 % en janvier 2008 par rapport à janvier 2007.
- Selon la Fédération internationale des associations de personnes âgées, un tiers des personnes âgées en France, sont ou ont été victimes de maltraitances financières (ventes forcées, escroqueries, détournements d'héritage, cambriolages, vols avec agression, facturations abusives, tentatives d'abus financiers...) et présente le numéro « 3977 » contre la maltraitance des personnes âgées et handicapées.
- Ouverture du procès en correctionnelle d'un réseau d'une centaine de personnes d'origine « yougoslave » soupçonnées d'avoir détourné 1,3 million d'euros en cinq ans auprès de dix caisses d'assurances-maladie.
- Le groupe Rhodia, deuxième producteur mondial de paracétamol, annonce la fermeture de la dernière unité de production en Europe située à Roussillon dans l'Isère et construite il y a vingt ans. L'atelier n'était plus assez rentable et la production toujours plus onéreuse pour les clients Sanofi Aventis, BMS et GKS. Désormais les unités situées en Chine et en Inde assureront, au prix de 2 à 3 euros le kilogramme, la production des 115 000 tonnes consommées chaque année dans le monde.
- L'augmentation de capital de 5,5 milliards d'euros lancée par la Société générale au prix très attractif de 47,5 euros et quatre droits préférentiels de souscription, pour renflouer ses fonds propres après la perte de quelque 8 milliards d'euros a été largement souscrite à 184 %.

Une violente tempête a frappé une partie de la Bretagne, la cote d'opale (Nord Pas-de-Calais) puis l’Allemagne, les Pays-Bas et l'Angleterre. L'Espagne a reçu des rafales allant jusqu'à 140 km/h.

### Mercredi 12 mars
- Élections cantonales (1/3 des cantons)
- Les présidents Nicolas Sarkozy et Shimon Pérès inaugurent le Salon du livre à Paris dont Israël est l'invité d'honneur et boycotté par de nombreuses maisons d'éditions des pays musulmans.
- Le dernier poilu français, survivant de la Première Guerre mondiale, Lazare Ponticelli, est mort à l'âge de 110 ans, au Kremlin-Bicêtre [2].

### Jeudi 13 mars
- Le groupe de musique NTM, qui a défrayé la chronique quelques années auparavant, officialise son retour au « Grand Journal » de Canal +.

### Dimanche 16 mars
- 2e tour des élections municipales. 
  - Les Verts perdent la moitié de leurs voix à Paris, mais Dominique Voynet enlève la mairie de Montreuil.

### Lundi 17 mars
- Funérailles nationales aux Invalides pour le dernier poilu français, survivant de la Première Guerre mondiale, Lazare Ponticelli (110 ans). Max Gallo dans son éloge funèbre dit : « Homme de paix, modeste et héroïque... Italien de naissance, Français de préférence... »
- Vaste coup de filet dans la cité de la Grande Borne à Grigny. 19 arrestations à la suite des échauffourées du 2 mars.
- Une trentaine de tableaux de maître sont volés chez un antiquaire du Pecq.
- Le nombre de bénéficiaires du RMI a baissé en 2007 de 8 %. 1,16 million d'allocataires ont reçu 6,01 milliards d'euros (-3,2 %).
- Le déficit des comptes de la Sécurité sociale se monte à 9,4 milliards d'euros, soit 2,3 milliards de moins que les prévisions de septembre 2007. La CSG a rapporté 1,2 milliard de plus que prévu et il y a eu 700 millions de cotisations sociales supplémentaires. Par branche : famille (+200 M.€), accidents du travail (-500 M.€), maladie (-4,6 milliards d'€) et la retraite (-4,5 milliards d'€).
- L'Unédic annonce un excédent de 3,5 milliards d'euros qui va être utilisé pour apurer les déficits passés.
- La Poste lance son grand plan d'action quinquennal.

### Mardi 18 mars
- Le Président Nicolas Sarkozy se rend pour la deuxième fois sur le plateau des Glières (Haute-Savoie) pour rendre hommage aux maquisards tués en mars 1944.
- Dans l'affaire Jérôme Kerviel, ce dernier est libéré sous contrôle judiciaire.

### Mercredi 19 mars
- Dans une tribune au quotidien Le Monde le candidat républicain, John McCain écrit : « Les pays de l'OTAN et de l'Union européenne [...] doivent consacrer les moyens financiers nécessaires pour se doter de capacités militaires et civiles qui puissent se développer dans le monde entier ... nous attendons avec impatience la réintégration de la France dans l'OTAN ».
- Chantal Sébire, atteinte d'une tumeur rare et douloureuse qui l'avait défigurée, est retrouvée morte par suicide. Elle avait défrayée la chronique par son combat pour le droit de mourir dans la dignité et était appuyée par le groupe de pression dirigé par Jean-Luc Romero. Le refus de la justice de lui accorder le droit au suicide assisté a été le déclencheur d'une tempête médiatique.
- Ouverture du procès des apprentis djihadistes du quartier des Buttes-Chaumont, soupçonnés d'avoir été recrutés par une filière djihadiste démantelée en 2005 par la DST. Il s'agit de jeunes Français d'origine maghrébine ou de jeunes étrangers dont certains sont allés combattre en Irak.
- Publication du rapport de Jean-Marie Colombani de 32 propositions pour la relance et le recadrage de l'adoption nationale (800 adoptions en 2007 pour 140 000 enfants accueillis dans les foyers).
- Le Conseil d'État rejette en totalité le référé des producteurs de maïs et des semenciers qui demandaient la suspension des arrêtés des 7 et 13 février dernier du ministre de l'Agriculture, Michel Barnier, interdisant la culture du maïs transgénique MON 810 pour l'année 2008. L'institution doit encore se prononcer sur le fond. Cette décision ne bloque pas l'importation de maïs transgénique qui s'est élevée en 2007 à plus de 500 000 tonnes.
- Convention de l'UIMM secouée par le scandale des financements occultes. L'organisme refuse de céder les présidences de l'Unédic (assurance chômage) et de l'AGIRC (retraite des cadres), mais s'engage à une « gouvernance clarifiée », une « gestion financière assainie » et une réaffectation des 600 millions d'euros de la caisse antigrève.
- La CNIL autorise la généralisation par étape du dossier pharmaceutique.

### Jeudi 20 mars
- Démarrage des travaux sur la nouvelle loi de modernisation de l'économie lancés par le Premier ministre François Fillon.
- Nomination de Christian Blanc comme chargé de la réforme de la réorganisation de l'Île-de-France et de la création du Grand Paris, dans le but de créer un véritable pôle de compétitivité de niveau mondial.
- Présentation de l'avant-projet de réforme de la Constitution reprenant une grande partie des conclusions du Comité Balladur à l'exception de la redéfinition des pouvoirs respectifs du Président de la République et du chef du gouvernement.
- Le ministère de l'Intérieur dresse le bilan définitif des élections municipales et cantonales. Il confirme que la gauche a gagné « 44 villes supplémentaires de plus de 20 000 habitants » et que 264 femmes ont été élues conseiller général, soit 13,07 % des élus en progression de 25 % par rapport à 2001.
- Élections des présidents de conseils généraux. La gauche détient désormais 58 départements et la droite 43.
- Le nouveau président de la SNCF, Guillaume Pepy, présente son projet de modernisation pour le transport régional (5 milliards d'euros) et en particulier l'Île-de-France (3 milliards d'euros). Pour le fret, il sera fait une importante opération de croissance externe. Globalement la SNCF augmentera pour 2012 son chiffre d'affaires de 50 % à 36 milliards d'euros et devrait doubler son résultat opérationnel à 2 milliards. Pour la première fois, l'entreprise va verser un dividende de 131 millions d'euros.
- Le cargo Artemis, échoué depuis dix jours, lors d'une tempête de marée haute, sur la plage des Sables-d'Olonne a été remis à flot par deux remorqueurs.
- La ministre de l'Intérieur, Michèle Alliot-Marie, limoge le sous-préfet Bruno Guigue, normalien et énarque, pour une diatribe contre l'État hébreu publiée sur le site islamiste oumma.com en réaction à un article publié par le quotidien Le Monde par des personnalités juives comme Pascal Bruckner et Alain Finkielkraut, traités de « thuriféraires d'Israël » et d'« intellectuels organiques ».

### Vendredi 21 mars
- En visite à Paris, le candidat républicain, John McCain est reçu au Palais de l'Élysée par le Président Nicolas Sarkozy.
- Le Président Nicolas Sarkozy lance à Cherbourg le quatrième sous-marin nucléaire français, le Terrible qui portera le nouveau missile M51 à partir de 2010. Son poids est de 14 200 tonnes, sa longueur de 138 m, son diamètre de 12,5 m et sa vitesse maximale de 25 nœuds.

### Samedi 22 mars
- 150e anniversaire des relations franco-japonaises, sous le Haut-Patronage de l'Ambassade du Japon, jusqu'au 24 mars. La Semaine artistique culturelle organisée par Jean-Bernard Chardel réunit 80 artistes dont Tetsuo Harada et Takesada Matsutani.
- Le nageur Alain Bernard, aux championnats d'Europe de natation à Eindhoven, bat par deux fois le record du monde du 100 m nage libre en 47,60 secondes puis en 47,50 secondes lors de la finale.
- Dernier victoire de AS Nancy -Lorraine sur le FC Metz.

### Dimanche 23 mars
- Le nageur Alain Bernard, aux championnats d'Europe de natation à Eindhoven, bat le record du monde du 50 m nage libre en 21,50 secondes en demi-finale.
- Le Journal du dimanche révèle que la SNCF prévoit une hausse de 80 % des péages ferroviaires d'ici 2015, ce qui alourdirait sa facture de 2 milliards d'euros. La modernisation du réseau ferré existant et la construction de 2 000 nouveaux kilomètres de lignes à grande vitesse par RFF demanderaient environ 30 milliards d'euros en investissement, or RFF supporte encore une dette de 28 milliards d'euros héritée de la SNCF en 1997.

### Lundi 24 mars
- Début de la semaine de sensibilisation au cancer colorectal jusqu'au 30 mars ; le troisième cancer le plus fréquent en France avec 37 400 cas détectés en 2007 et le deuxième en termes de décès avec 17 000 morts en 2007.
- Dans l'affaire de Jérôme Kerviel, un ancien cadre de la Société générale, a reconnu devant les juges que l'ancien trader avait déjà été convoqué en juillet 2005, soit deux ans et demi avant le scandale, pour répondre de gains importants sur des prises de positions bien supérieures à ce qui était autorisé. Il avait alors été menacé de licenciement ce qui ne l'a pas empêché de recommencer à plusieurs reprises, la banque tolérant ses agissements en raison de l'importance de ses gains. D'autre part, un des responsables de la banque a reconnu que les écritures fictives, utilisées pour réaliser des ajustements comptables internes, correspondent « à une carence connue et identifiée de l'outil informatique » — système Eliot — en fonction dans les salles de marchés de la Société générale[3].
- Selon une enquête de l'Église catholique, menée dans la région de Nîmes : 44 % des sondés ne se disent pas forcément croyants, 65 % pensent que l'on peut être chrétien sans appartenir à une Église et seulement 56,5 % affirment que Dieu existe vraiment. Sur les problèmes de société : 45,4  sont pour l'euthanasie et 62 % pensent que les chrétiens sont dans leurs rôles quand ils hébergent des « sans-papiers » dans les églises.
- La nouvelle promotion dans l'ordre de la Légion d'honneur concerne près de 662 personnes dont pour la première fois une majorité de femmes (332). Cette parité voulue par le Président Nicolas Sarkozy avait retardé la publication de la promotion prévue initialement pour le 1er janvier. Parmi les nouveaux Grands officiers : Bernard de Bigault du Granrut, Hélène Carrère d'Encausse, Yvon Gattaz et Ginette Sochet.
- Un grave accident coûte la vie à sept personnes sur l'autoroute A9 entre Montpellier et Sète. Un minibus blanc, conduit par un chauffeur de la communauté d'Emmaüs de Labarthe-sur-Lèze, sans permis de conduire et avec 1,05 g d'alcool dans le sang, fait une embardée, heurte le rail métallique central et se projette sur l'autre sens de circulation.

### Mardi 25 mars
- Le Conseil national du Parti socialiste annonce son prochain congrès du 7 au 9 novembre prochain et veut rédiger une plate-forme européenne commune avec les socialistes allemands du SPD.
- Le premier ministre François Fillon, dans un entretien à L'Express, se dit favorable au retour de la proportionnelle à un tour pour les prochaines élections régionales de 2010, telle qu'elle était utilisé avant la réforme d'avril 2003 voulue par le président Jacques Chirac et qui s'est traduite par une déroute pour les partis de droite lors des régionales de mars 2004. La gauche unie avec 50,1 % des voix avait emporté 20 régions métropolitaines sur 22.
- Le ministre de la Défense, Hervé Morin, confirme devant les députés la suppression d'un des trois escadrons de Mirage 2000-N affectés à la dissuasion nucléaire.
- Un troisième lycée de Seine-Saint-Denis est gravement dégradé par une cinquantaine de lycéens grévistes originaires de Bobigny.
- La Direction nationale de la concurrence annonce enquêter sur un accord entre les quatre grandes banques mutualistes (Banques populaires, Crédit agricole, Caisses d'épargne et Crédit mutuel) qui se seraient entendues en 2005 pour éviter les renégociations des crédits accordés aux particuliers désireux de profiter de la baisse des taux d'intérêt. Des perquisitions auraient eu lieu à leurs sièges et dans certaines succursales, la semaine précédente. Déjà en 2000, neuf grandes banques avaient été condamnées pour les mêmes pratiques à 174,5 millions d'euros.
- Décès du commentateur sportif de la télévision Thierry Gilardi, né en 1958.

### Mercredi 26 mars
- Dans l'affaire de la mort de Marie-Agnès Bedot, égorgée le 1er décembre 2001 sous le pont de Neuilly, l'ADN retrouvé sur la victime correspond à celui du marginal, un certain David S., qui s'accuse du meurtre pour lequel un autre marginal, Marc M., a été condamné à 18 ans de réclusion criminelle (ce dernier a été libéré après suspension de sa peine par la Commission de révision des condamnations pénales en octobre 2008[4]).
- Selon une mini-étude présentée par des associations écologiques, les dix vins traditionnels analysés (3 bourgognes et 7 bordeaux) comporteraient des résidus de pesticides dangereux.

### Jeudi 27 mars

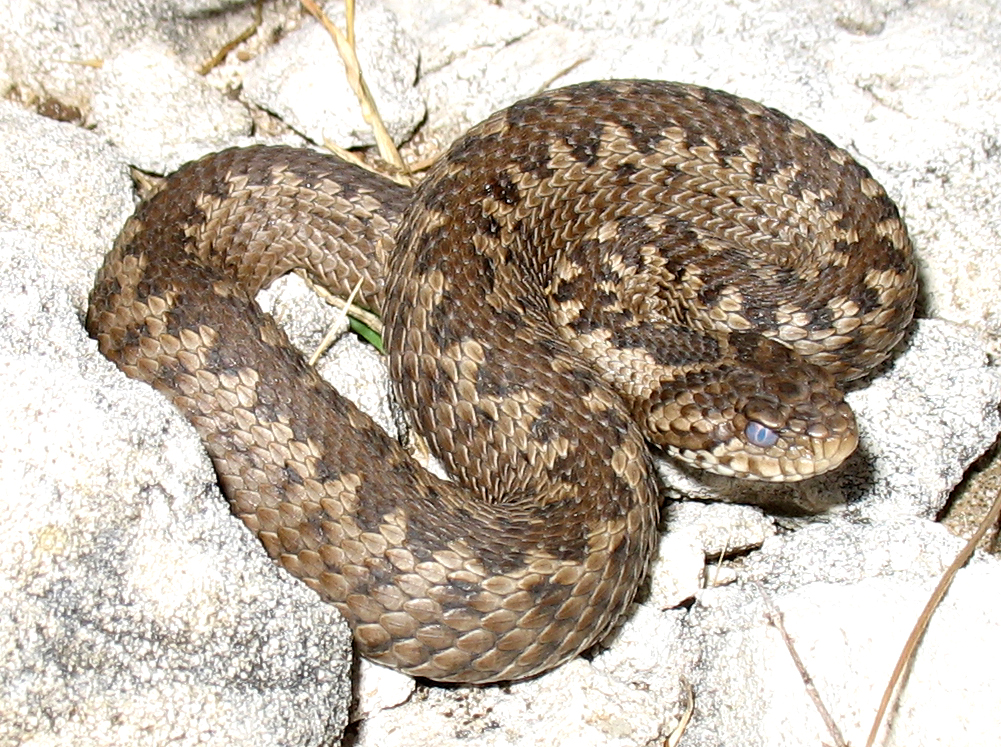
Vipère Orsini

- Ouverture du procès en assise de Michel Fourniret et de Monique Olivier, le couple de tueurs en série, sous la présidence de Gilles Latapie.
- Dans une interview donnée à L'Express, le premier ministre François Fillon se prononce pour une modification du mode de scrutin des régionales 2010 : sa préférence « va pour la proportionnelle à un tour ».

### Vendredi 28 mars
- Comptes publics : déficit à 2,7 % du PIB et dette à 64,7 %, dépenses des collectivités locales 210 milliards (+6,9 %).
- Selon le comité français de l'UICN et le muséum national d'histoire naturelle, une espèce de reptiles et d'amphibiens sur cinq est en voie de disparition en France, dont la vipère d'Orsini, la tortue d'Hermann, le lézard d'Aurelio, la grenouille des champs et le pélobate brun. Cette perte de la biodiversité est attribuée à l'abandon du pastoralisme, l'urbanisation croissante, la construction de routes et de voies ferrées, l'assèchement des zones humides et le comblement des mares.
- Le gouvernement français réquisitionne un avion Falcon 900 médicalisé sur un aéroport près de Cayenne au cas où Íngrid Betancourt, otage des FARC serait libérée prochainement, mais aucune information ne permettrait de croire à une issue imminente de l'affaire.

### Samedi 29 mars
- Grande manifestation de l'APF pour obtenir un revenu plus important pour  les  personnes handicapés, plus de 30 000 personnes étaient  présentes.
- Selon la dernière enquête de l'Institut national d'études démographiques, la France compterait plus de vingt mille centenaires (3 760 en 1990) et une dizaine de supercentenaires ayant dépassé le cap des 110 ans. L'espérance de vie des Françaises est de 84,5 ans, deuxième au monde après les celle des Japonaises.
- Le PSG gagne la coupe de France en finale contre Lens par 2 buts à 1. La fête a été perturbée par le déploiement par des fans parisiens d'une banderole portant un message considéré comme insultant : Pédophiles, chômeurs, consanguins : bienvenue chez les Ch'tis faisant référence au récent film à succès de Dany Boon, Bienvenue chez les Ch'tis.
- De seize mille à trente-cinq mille manifestants selon les sources ont défilé à Paris à l'appel d'une centaine d'associations de handicapés et de victimes de maladies invalidantes, réunies dans le collectif « Ni pauvre, ni soumis », pour un revenu évalué au niveau d'un SMIC brut.